# Anthophora atricilla
Anthophora atricilla är en biart som beskrevs av Eduard Friedrich Eversmann 1846. Anthophora atricilla ingår i släktet pälsbin, och familjen långtungebin. Inga underarter finns listade i Catalogue of Life.

## Beskrivning
Hane och hona skiljer sig något åt:

### Hane
Grundfärgen är svart. Ansiktet är blekgult med några svarta markeringar vid käkarna och med fin, gulaktig päls. Mellankroppen och de två främre tergiterna (ovansidans bakkroppssegment) har gulaktig päls, tämligen gles på den bakre tergiten. De tre främre tergiterna har dessutom vita hårband på bakkanterna. De bakre tergiterna är svarthåriga, och sterniterna (undersidans bakkroppssegment) är vita. Kroppslängden varierar mellan 16 och 18 mm.

### Hona
Grundfärgen är svart. Ansiktet har gul munsköld och överläpp. Mellankroppen är blekgul till vitaktig med inblandning av svarta hår. Alla tergiterna har vitaktiga hårband som kan vara något tunnare mot framänden. Sterniterna har blekgrå päls. Kroppslängden varierar mellan 16,5 och 17,5 mm.

## Ekologi
Arten lever på torra stäpper och halvöknar, där den flyger i slutet av maj till mitten av juli och föredrar zygomorfa blommor. Detaljer om fortplantningen är inte kända, men man antar att den som så många andra pälsbin bygger underjordiska bon.

## Utbredning
Arten förekommer i Sydösteuropa, Central- och Sydvästasien samt Nordafrika som Turkiet, Pakistan, Ukraina, Ryssland, Kazakstan, Uzbekistan, Tadzjikistan, Turkmenistan, delar av Kina och Egypten.